# Digitipes verdascens
Digitipes verdascens är en mångfotingart som beskrevs av Carl Graf Attems 1930. Digitipes verdascens ingår i släktet Digitipes och familjen Scolopendridae. Inga underarter finns listade i Catalogue of Life.